# Lars van der Haar
Lars van der Haar (* 23. Juli 1991 in Amersfoort) ist ein niederländischer Radrennfahrer, der auf Cyclocross spezialisiert ist.

## Karriere
In seiner Juniorenzeit wurde van der Haar 2008 niederländischer Meister und Vize-Europameister. Nach dem Wechsel in die U23 blieb er im ersten Jahr noch ohne Erfolg, stieg aber in den Saisons 2010/2011 und 2011/2012 zum dominierenden U23-Fahrer auf. Er wurde zweimal Welt-, Europa- und Landesmeister dieser Kategorie, 2011/2012 gelang ihm eine quasi perfekte Saison mit diesen drei Titeln und den U23-Gesamtwertungen der drei großen Rennserien des Sports, Weltcup, Superprestige und Trofee Veldrijden. Vor diesem Hintergrund rückte er 2012/2013 vorzeitig in die Elite auf und gewann auf Anhieb die niederländischen Meisterschaften sowie die Bronzemedaille bei den Cyclocross-Weltmeisterschaften 2013. In der Folgesaison wurde er erneut niederländischer Meister, gewann drei Weltcuprennen sowie die Gesamtwertung.
Seine Karriere sollte jedoch bald im Schatten Mathieu van der Poels und Wout van Aerts stehen. Die etwa drei Jahre jüngeren Fahrer rückten ihrerseits 2014/2015 frühzeitig in die Elite auf und begannen, dort das Geschehen zu beherrschen. Van der Haar konnte sich – wie andere Fahrer – nur selten gegen die beiden durchsetzen, so bei der Erstausgabe der Elite-Europameisterschaften 2015 gegen van Aert und im GP Mario De Clercq 2017 gegen beide. Nachdem diese Hauptkontrahenten ab 2021 nur noch kürzere Cyclocross-Saisons fuhren, nahmen van der Haars Erfolge wieder zu. 2021 wurde er am VAM-Berg zum zweiten Mal Europameister, 2022 und 2023 wieder niederländischer Meister. Bei den Cyclocross-Weltmeisterschaften 2022 holte er zum vierten Mal eine Medaille, diesmal eine silberne hinter Thomas Pidcock. Durch den Gesamtsieg in Superprestige (2022/2023) und X²O Badkamers Trofee (2023/2024) hat er auch in der Elite jede der drei großen Rennserien einmal gewonnen. Eine besondere Beziehung unterhält van der Haar zur Nacht van Woerden, einem unabhängigen Rennen nahe seiner Heimatstadt Amersfoort, das er seit 2015 achtmal in Folge gewann.
In der Sommersaison war van der Haar regelmäßig für seine Teams im Straßenradsport aktiv, sein einziger Sieg war eine Etappe der Oberösterreich-Rundfahrt 2014.

## Persönliches
2019 heiratete Lars van der Haar die britische Radrennfahrerin Lucy Garner, die seinen Nachnamen annahm und 2020 ihre Karriere beendete. Die beiden bekamen 2022 ein Kind.

## Erfolge

### Cyclocross
2007/2008
Hamme (Junioren)
2008/2009
 Europameisterschaften (Junioren)
 Niederländischer Meister (Junioren)
Superprestige (Junioren) – Gieten
Neerpelt (Junioren)
2010/2011
 Weltmeister (U23)
 Europameister (U23)
 Niederländischer Meister (U23)
Weltcup (U23) – Gesamtwertung
Superprestige (U23) – Zonhoven, Gieten, Diegem
GvA Trofee (U23) – Gesamtwertung / Essen, Oostmalle
Cauberg (U23)
2011/2012
 Weltmeister (U23)
 Europameister (U23)
 Niederländischer Meister (U23)
Weltcup (U23) – Gesamtwertung / Tábor, Liévin, Hoogerheide
Superprestige (U23) – Gesamtwertung / Gavere, Gieten, Diegem
GvA Trofee (U23) – Gesamtwertung / Oudenaarde, Hasselt, Baal
Cross Vegas, Openingsveldrit van Harderwijk (Elite)
Kalmthout, Cauberg (U23)
2012/2013
 Weltmeisterschaft
 Niederländischer Meister
Rucphen
2013/2014
 Niederländischer Meister
Weltcup – Gesamtwertung / Valkenburg, Tábor, Heusden-Zolder
Dielsdorf, Surhuisterveen
2014/2015
 Weltmeisterschaft
Weltcup – Valkenburg, Heusden-Zolder
GP Brabant, Surhuisterveen, Rucphen
2015/2016
 Weltmeisterschaft
 Europameister
Weltcup – Valkenburg
Woerden, Boom
2016/2017
Weltcup – Hoogerheide
Woerden, Rucphen
2017/2018
 Europameisterschaft
DVV Trofee – Ronse
Woerden
2018/2019
Geraardsbergen, Woerden, Rucphen
2019/2020
Woerden
2020/2021
 Europameisterschaft
2021/2022
 Weltmeisterschaft
 Europameister
 Niederländischer Meister
Weltcup – Tabor
Superprestige – Gavere
2022/2023
 Europameisterschaften
 Niederländischer Meister
Superprestige – Gesamtwertung
X²O Trofee – Oudenaarde
Waterloo, Woerden
2023/2024
 Europameisterschaften
Weltcup – Maasmechelen
X²O Trofee – Gesamtwertung
Woerden
2024/2025
X²O Trofee – Oudenaarde
Beringen, Woerden

### Straße
2014
eine Etappe und Punktewertung Oberösterreich-Rundfahrt
2018
Punktewertung Oberösterreich-Rundfahrt

## Teams
- 2010–2012 Rabobank-Giant Off-Road
- 2012 Rabobank Continental Team (Stagiaire)
- 2013 Rabobank Development Team
- 2014 Rabobank Development Team (bis 28. Februar)
- 2014 Development Team Giant-Shimano (ab 1. März)
- 2015–2016 Team Giant-Alpecin
- seit 2017: Telenet Fidea Lions (heute: Baloise-Trek Lions)